# Grand Prix Gündoğmuş
Der Grand Prix Gündoğmuş ist ein Straßenradrennen in der Türkei.
Das Eintagesrennen wurde erstmals im Jahr 2021 ausgetragen und bestand aus jeweils einem Rennen für Männer und Frauen, 2022 fand nur ein Rennen für Männer statt. Die Strecke führt durch die Region um den Badeort Alanya. Die Rennen sind in die UCI-Kategorie 1.2 eingestuft, das Männer-Rennen gehört zur UCI Europe Tour.

## Palmarès Frauen
| Jahr | Sieger           | Zweiter           | Dritter             |
| ---- | ---------------- | ----------------- | ------------------- |
| 2021 | Alena Ivanchenko | Olga Sabelinskaja | Marija Nowolodskaja |

## Palmarès Männer
| Jahr | Sieger          | Zweiter     | Dritter                       |
| ---- | --------------- | ----------- | ----------------------------- |
| 2021 | Carlos Quintero | Metkel Eyob | Franklin Archibold            |
| 2022 | Anatoliy Budyak | Metkel Eyob | Sainbajaryn Dschambaldschamts |